# Trico-traco
El trico-traco és un objecte sonor o instrument present a la península Ibèrica i Europa. Forma part de la família d'idiòfons de percussió i es fa amb una de les varietats de cards més comunes en aquestes zones. Es considera un instrument tradicional, destinat sobretot a la mainada com a joc sonor.

## Construcció i història
Aquest objecte es fa amb un card sec de tres branques, en forma de forca, i un pal travesser enganxat a la branca central. La percussió s'obté fent rodar el cos de l'instrument entre els palmells de la mà, endavant i endarrere, aconseguint que repetides vegades el travesser ensopegui amb els braços del trident.
El card té com a nom científic Dipsacus fullonum. La planta és també coneguda de diferents maneres, segons el territori. A Catalunya, com a assotacristos, cardó, cardassa, pinta de moro, pinya de cardar, rierenca o romerill. A Galícia, com a carcancha o cardo penteador. A Portugal com a cipsaco, vara de pastor, verga de pastor i al País Basc com a astakarlo, kardancha-belza o quilicala. En castellà, es coneix com a aguabendita, baño de Venus, cardencha de cardadores, cardencha de cordoneros o cardencha de paños.
Algunes de les persones que han dissenyat mostres d'aquest instrument als últims anys van ser Josep Manyà Oller (autor de diversos llibres d'imatgeria popular i coneixedor del fons de Joan Amades) o Jordi Colobrans, per a la realització del treball El procés de construcció dels instruments de música populars i d'ús infantil a Catalunya, becat pel Departament de Cultura de la Generalitat de Catalunya l'any 1988, i conservat al Museu de la Música de Barcelona.
Un altre exemple de l'instrument fou recollit per Ramon Violant i Simorra, l'any 1945 a Sarroca de Bellera (Pallars Jussà), i fou conservat al Museu Etnològic i de Cultures del Món de Barcelona.